# Frederick de Cordova
Pour les articles homonymes, voir Frederick et Cordova.
Frederick de Cordova est un réalisateur, producteur et acteur américain né le 27 octobre 1910 à New York (États-Unis), mort le 15 septembre 2001 à Woodland Hills (Los Angeles).

## Filmographie

### comme réalisateur
- 1945 : Too Young to Know
- 1946 : Her Kind of Man
- 1947 : That Way with Women (en)
- 1947 : Love and Learn
- 1947 : Gai, marions-nous (Always Together)
- 1948 : Wallflower (en)
- 1948 : La Petite Téléphoniste (For the Love of Mary)
- 1948 : La Comtesse de Monte-Cristo (en)
- 1949 : Entrée illégale (Illegal Entry)
- 1949 : La Belle Aventurière (The Gal Who Took the West)
- 1950 : La Fille des boucaniers (Buccaneer's Girl)
- 1950 : Peggy (en)
- 1950 : L'Aigle du désert (The Desert Hawk)
- 1950 : The George Burns and Gracie Allen Show (en) (série télévisée)
- 1950 : The Jack Benny Program (série télévisée)
- 1951 : Katie Did It
- 1951 : Bedtime for Bonzo
- 1951 : La Danse interdite (en) (Little Egypt)
- 1952 : Finders Keepers (en)
- 1952 : Bonzo Goes to College (en)
- 1952 : Les Boucaniers de la Jamaïque (Yankee Buccaneer)
- 1952 : Here Come the Nelsons
- 1953 : L'Héroïque Lieutenant (Column South)
- 1954 : The George Gobel Show (série télévisée)
- 1954 : December Bride (en) (série télévisée)
- 1956 : Blithe Spirit (en) (TV)
- 1957 : Mr. Adams and Eve (en) (série télévisée)
- 1957 : Leave It to Beaver (série télévisée)
- 1960 : Mes trois fils (My Three Sons) (série télévisée)
- 1962 : The Tonight Show Starring Johnny Carson (série télévisée)
- 1963 : The Farmer's Daughter (en) (série télévisée)
- 1963 : L'Homme à la Rolls (Burke's Law) (série télévisée)
- 1965 : I'll Take Sweden (en)
- 1965 : Mr. Belvedere (TV)
- 1965 : The Smothers Brothers Show (en) (série télévisée)
- 1966 : Frankie and Johnny
- 1969 : To Rome with Love (série télévisée)
- 1971 : After the Honeymoon (TV)

### comme producteur
- 1950 : The George Burns and Gracie Allen Show (en) (série télévisée)
- 1950 : The Jack Benny Program (série télévisée)
- 1954 : The George Gobel Show (série télévisée)
- 1954 : December Bride (série télévisée)
- 1957 : Mr. Adams and Eve (en) (série télévisée)
- 1962 : The Tonight Show Starring Johnny Carson (série télévisée)
- 1981 : A Love Letter to Jack Benny (TV)

### comme acteur
- 1983 : La Valse des pantins (The King of Comedy) : Bert Thomas